# ULAS J1342+0928
ULAS J1342 + 0928はこれまでに発見された中で、2番目に遠い位置にあるクエーサーであり、最古の超大質量ブラックホールを有している 。赤方偏移はz = 7.54と観測されており、発見当時、最も遠かったクエーサーであるULAS J1120+0641の赤方偏移7を上回った。このクエーサーはうしかい座に位置しており、超大質量ブラックホールは太陽の8億倍の質量であると報告されている。

## 発見
2017年12月6日、広域赤外線探査衛星からのデータとチリにあるラス・カンパナス天文台のマゼラン望遠鏡、アリゾナの大双眼望遠鏡、ハワイのジェミニ天文台による地上からの観測データを用いてクエーサーを発見したと発表された。このクエーサーのブラックホールは宇宙誕生後の6億9000万年から存在しており、これは宇宙の年齢の138億年の5̤%にあたる。
このクエーサーは暗黒時代の後の宇宙の再電離と呼ばれる時期に生まれた。広範囲の塵とガスがクエーサーから銀河の星間物質に放出される様子が見つかった。

## 概要
ULAS J1342+0928の赤方偏移は7.54と測定されており、実際の距離は地球から293.6億光年ほどである。この天体は2021年にJ0313-1806が発見されるまで最遠のクエーサーだとされた。今日地球で観測できる光はビッグバンから6億9000万年以内にクエーサーから放たれ、これは現在から131億年前に相当する。
このクエーサーの光度は太陽の4×1013倍と推定されている。このエネルギーは太陽の 8×108 倍の質量を持つ超大質量ブラックホールによって生み出されている。天文学者のリーダーのバニャドスはULAS J1342 + 0928について、「このクエーサーは非常に明るく、追跡調査にとって非常に重要なサンプルであり、初期宇宙の研究にとって非常に重要なものになるだろう。」と述べている。

## 意義
ULAS J1342+0928からの光は、宇宙が電気的に中性な状態から再電離される状態に変化する理論的に予測された時期の終わり頃に発せられた。クエーサーは宇宙の暗黒時代の終わりにおいて重要なエネルギーの源であることや、クエーサーは紫外線の輝度が高く宇宙の再電離過程の研究に適した天体であることから、暗黒時代から移行する前のクエーサーを観測することは理論家の大きな関心となっている。 またこのクエーサーで見つかった超大質量ブラックホールは当初、宇宙の歴史の早い段階でのブラックホールとして予想されていたが、実際は予想された質量よりも重かった。同様のクエーサーが発見されることはこれが初めてではないが、このような理由から今回の発見はブラックホール形成の理論の新たな課題となっている。

## 関連事項
- 最も近い・遠い天体の一覧
- クエーサーの一覧